# Boeing YAL-1

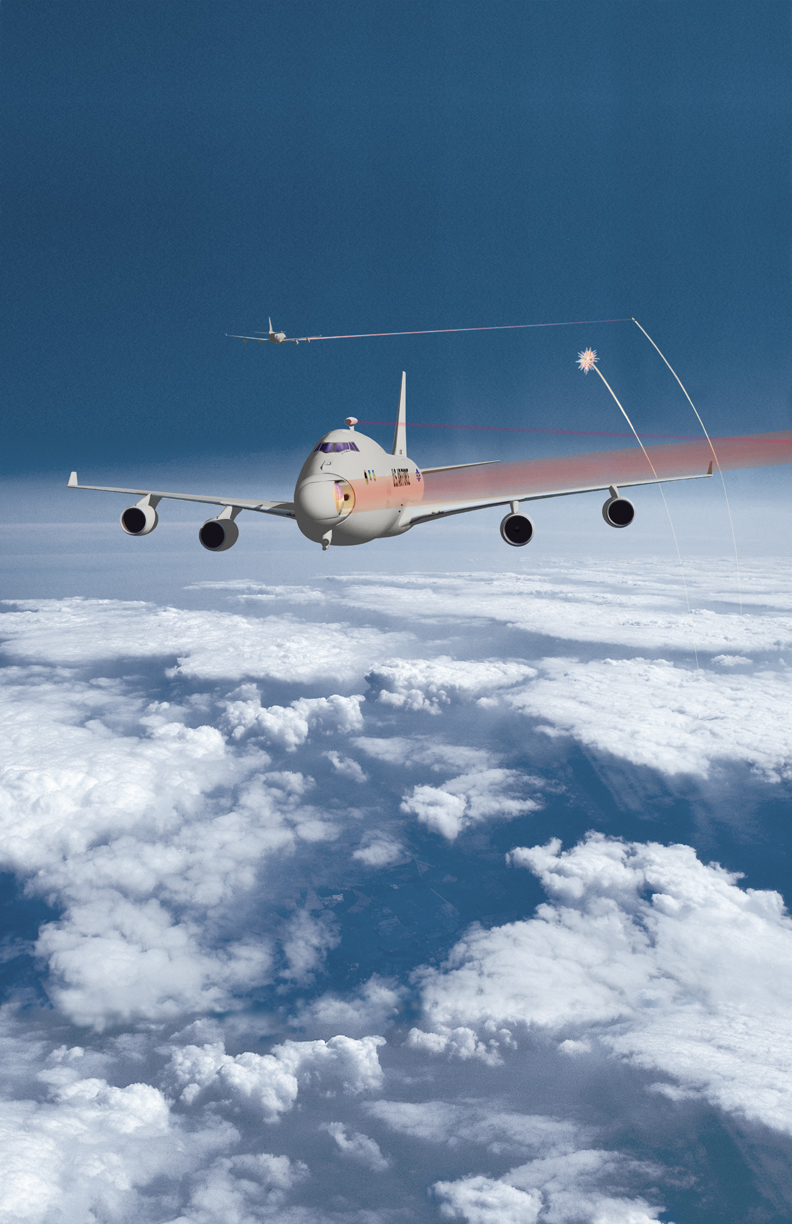
Visione artistica di due aerei Boeing YAL-1A che abbattono missili balistici.

Il Boeing YAL-1 Airborne Laser Testbed, (in precedenza detto solo Airborne Laser) è un laser aviotrasportato di tipo COIL (Laser chimico ossigeno-iodio), installato a bordo di un Boeing 747-400F appositamente modificato. È un sistema d'arma ideato principalmente come sistema di difesa missilistica in grado di distruggere i missili balistici di teatro (TBM), mentre sono nella loro fase di accelerazione, subito dopo il lancio (boost phase). Il velivolo ha ricevuto la denominazione YAL-1A nel 2004 dal Dipartimento della Difesa degli Stati Uniti.
Lo YAL-1 venne utilizzato come banco di prova volante per un laser a bassa potenza in grado di colpire obiettivi aerei nel 2007. Nel gennaio 2010, per la prima volta è stato utilizzato il laser ad alta energia di bordo per intercettare un bersaglio di prova, e il mese successivo ha distrutto due missili di prova. I fondi per il programma sono stati tagliati nel 2010 e il programma è stato chiuso nel dicembre 2011. Il velivolo ha effettuato il suo ultimo volo il 14 febbraio 2012 fino alla Davis-Monthan Air Force Base di Tucson in Arizona per essere predisposto dal 309th Aerospace Maintenance and Regeneration Group e poi conservato nel "Boneyard", il "cimitero" degli aerei militari dell'United States Air Force.

## Storia
Il programma è iniziato nel 1996, sotto la guida della US Air Force, per poi passare nel 2001 sotto la responsabilità della Missile Defense Agency.
Nel 2002 vengono completate le prime modifiche alla struttura del Boeing 747-400F.
Alla fine del 2004 la squadra di sviluppo dell'Airborne Laser realizza due tappe importanti, e cioè la prima entrata in funzione del prototipo del sistema COIL durante le prove a terra e il primo volo dell'aereo con a bordo i sistemi di gestione del campo di battaglia e di controllo del fuoco.
Nel 2005, sono stati raggiunti altri due obiettivi principali. Nello specifico, è stata completata la dimostrazione delle prestazioni dei sistemi di gestione e controllo di fuoco e inoltre, durante prove a terra, è stato prodotto il primo raggio laser ad alta energia con potenza e durata adeguata per un reale ingaggio.
Nel 2006 sono state completate le modifiche al velivolo ABL per incorporare i componenti principali del sistema COIL e gli illuminatori laser per l'inseguimento del missile. Il team ha inoltre completato i test a terra relativi all'intera sequenza di ingaggio.
Nel 2007 il programma ha dimostrato con successo la capacità di condurre in volo tutte le sequenze necessarie all'individuazione e all'inseguimento di un missile balistico. In prova è stato sparato un raggio a bassa potenza contro un bersaglio simulato, trovato in volo dall'ABL decollato dalla base aerea di Edwards.
Nel 2008, il team ha completato l'installazione del laser ad alta energia a bordo dell'aereo e cominciato a condurre i relativi test di fuoco a terra.
Nel mese di aprile 2009, l'ABL inizia una serie di test di volo con l'intero sistema d'arma integrato a bordo del velivolo. Il 6 aprile del 2009 in una conferenza stampa il segretario alla difesa Robert Gates consiglia la cancellazione del secondo aereo ABL ed afferma che il programma deve tornare alla fase di ricerca e sviluppo. "Il programma ABL ha problemi significativi sia di elevati costi futuri che di problemi tecnologici inerenti ai laser chimici a ioduro, motivi per il ruolo operativo del programma è altamente questionabile," affermò Gates al momento di rendere la dichiarazione.[13]
Il 6 giugno del 2009 avviene un test di lancio al largo della costa della California, che avrebbe reso possibile il completamento con successo del nuovo laser aviotrasportato YAL nel 2013. Il 13 agosto del 2009 il primo test in volo dell'aereo YAL-1 culmina con uno "sparo soddisfacente" del laser SHEL contro un missile bersaglio appositamente modificato con rilevatori e vari tipi di sensori.[15]

L'11 febbraio 2010 l'Airborne Laser Testbed (ALTB) ha distrutto in volo per la prima volta un missile balistico, dimostrando la fattibilità dell'intero sistema.

### Sviluppi più recenti
Il segretario alla Difesa USA Robert Gates affermò in un'intervista al giornalista Thiart: "Io non conosco nessuno nel Dipartimento della Difesa che pensi che questo programma possa o debba essere reso operativo. La realtà è che è necessario un laser più potente di 20 o 30 volte rispetto all'attuale laser chimico impiegato sullo YAL-1 in modo da poterlo sparare da una distanza ragionevole dal sito di lancio."
"Dunque, adesso l'aereo ABL dovrebbe operare all'interno dei confini dell'Iran per poter cercare di usare il suo laser per abbattere un missile nella fase di boost. Per renderlo davvero operativo sarebbero necessari dai dieci ai venti aerei 747, al costo di un miliardo e mezzo di dollari l'uno, e a un costo operativo di $100 milioni all'anno (per aereo). E non esiste alcun militare che creda che questa concezione possa funzionare."

## Utilizzo contro gli ICBM
Anche se il Boeing YAL-1 è stato progettato principalmente per l'utilizzo contro i missili balistici di teatro e gli IRBM, che hanno un raggio d'azione più corto e si muovono più lentamente rispetto agli ICBM, recentemente è stata considerata la possibilità di impiegarlo efficacemente anche contro questi ultimi. Ciò potrebbe richiedere una presenza ancor più prolungata ai confini dello stato nemico e voli più lunghi per portarsi in posizione di tiro, o la necessità di sorvolare territorio ostile. Inoltre, alcuni ICBM a combustibile solido hanno superfici più spesse rispetto a quelli a combustibile liquido, il che comporterebbe di dover ridurre la distanza di ingaggio. Tuttavia, la fase di boost degli ICBM dura di più, il che permetterebbe di avere più tempo a disposizione per tracciarne la rotta e colpirlo.

## Sequenza di intercettazione
Per prima cosa il sistema ABL usa sensori infrarossi per individuare il missile, in seguito tre laser a bassa potenza, dedicati specificamente all'inseguimento, calcolano rotta, velocità e obiettivo del missile, misurando, inoltre, la turbolenza atmosferica. La turbolenza atmosferica deflette e distorce la luce, per cui il dato rilevato viene utilizzato dal sistema ottico adattativo dell'ABL per effettuare le necessarie compensazioni. Terminate queste procedure iniziali, il laser principale, situato in una torretta posta nel muso dell'aereo, viene attivato ed emette un impulso della durata compresa tra i 3 ed i 5 secondi che provoca il riscaldamento della superficie del missile fino a provocarne il cedimento strutturale. Il sistema è progettato per intercettare i missili balistici nella loro fase di accelerazione, per cui l'ABL deve trovarsi nel raggio di poche centinaia di chilometri dal punto di lancio del missile.

## Considerazioni operative
Il laser del ABL utilizza carburanti chimici simili a quelle del propellente per razzi per generare il fascio di alta potenza. I piani attuali prevedono che vi sia carburante per il laser sufficiente per circa 20 colpi. Se un obiettivo più difficile, come un ICBM, richiedesse un tempo maggiore di perforazione per danneggiare il missile, questo diminuirebbe il numero di colpi disponibili prima di dovere rifornire il laser. Per bersagli meno difficili, più vicini e vulnerabili come i TBM a corto raggio, che richiedessero meno tempo di perforazione, potrebbero spararsi anche 40 impulsi laser senza necessità di rifornimento. Gli aerei ABL devono atterrare sul loro aeroporto per rifornirsi del combustibile per il laser.
I piani operativi preliminari prevedono che l'ABL abbia la protezione di caccia di scorta e, probabilmente, anche di aerei da guerra elettronica. Con ogni probabilità l'ABL sorveglierà per lunghi periodi i siti da cui si sospetta possa avvenire un lancio percorrendo, in attesa di bersagli da intercettare, orbite a forma di otto. Questo tipo di orbita permette all'aereo di non effettuare mai virate che lo allontanino dall'area bersaglio: entrambe le virate richieste sono verso il bersaglio. L'aereo può essere rifornito in volo, consentendo lunghi periodi di sorveglianza dell'obiettivo. L'intenzione è che l'aereo operi sopra territorio amico e che la distruzione del missile avversario avvenga sopra territorio ostile.

## Utilizzo contro altri bersagli
In teoria l'ABL potrebbe essere utilizzato contro aerei da caccia avversari, missili da crociera, o anche satelliti in orbita bassa. Questi, però, non sono i bersagli previsti, e le capacità del sistema in questo campo non sono note. Il sistema a infrarossi di acquisizione dei bersagli è progettato per individuare la scia luminosa e calda dei TBM nella fase di spinta. I satelliti e gli altri aerei hanno una segnatura termica decisamente inferiore e quindi, prevedibilmente, sarebbero molto più difficili da individuare.
Un impiego effettivo dell'ABL contro obiettivi al suolo sembra estremamente improbabile. A parte le considerazioni relative alla difficoltà di individuare e tracciare un obiettivo al suolo, si deve tenere presente che la densità degli strati bassi dell'atmosfera indebolirebbe in misura notevole il raggio laser indirizzato verso il basso. Va ricordato, inoltre, che la maggior parte degli obiettivi terrestri sono troppo robusti per essere seriamente danneggiati da un laser della potenza prevista per l'ABL (della classe dei megawatt).